# Cardites umbonatus
Cardites umbonatus is een tweekleppigensoort uit de familie van de Carditidae. De wetenschappelijke naam van de soort is voor het eerst geldig gepubliceerd in 1904 door G.B. Sowerby III.